# Jan van Amstel

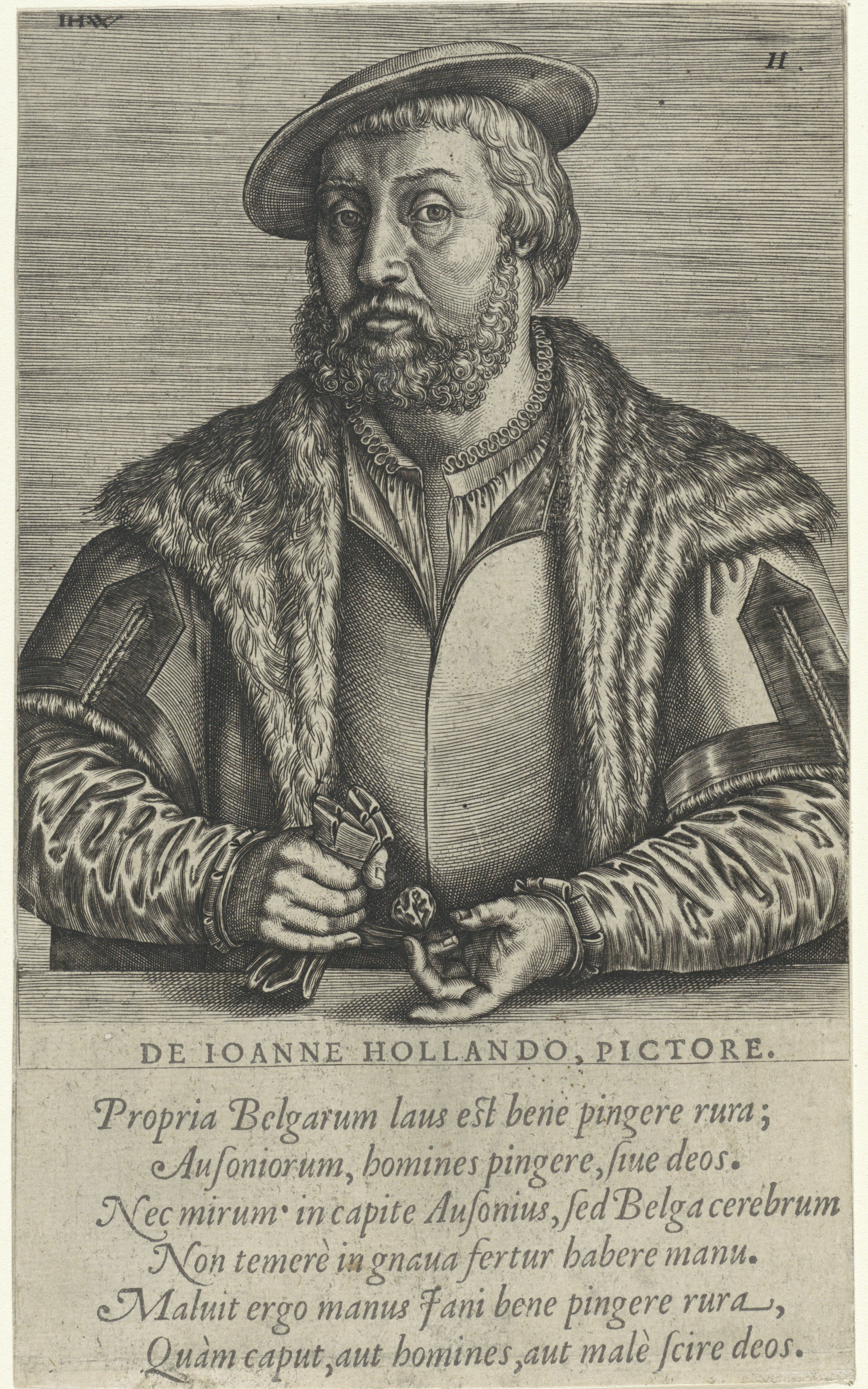
Jan van Amstel, Porträt von Johannes Wierix

Jan van Amstel oder Jan de Hollander (* um 1500 in Amsterdam; † um 1542 in Antwerpen) war ein niederländischer Renaissance-Maler.

## Leben
Jan van Amstel war vermutlich der ältere Bruder des niederländischen Malers Pieter Aertsen und der Schwager des flämischen Malers Pieter Coecke van Aelst. Einige Ähnlichkeiten in den Malereien von Jan van Amstel und Pieter Bruegel d. Ä. werden damit erklärt, dass Coecke van Aelst Bruegels Lehrmeister war. Es wird teilweise angenommen, dass Jan van Amstel identisch mit dem Braunschweiger Monogrammisten ist. Daraufhin verweist dessen verwendetes Kürzel „J. V. AMSL“.
Im Jahr 1528 zog Jan van Amstel nach Antwerpen, wo er in die Malergilde aufgenommen wurde und im Jahr 1536 das Bürgerrecht der Stadt erhielt. Er heiratete Adriane (Elisabeth) van Doornicke, die nach seinem Tod den Maler Jan (Gillis) van Coninxloo heiratete und in ihrer zweiten Ehe 1544 Mutter des späteren Maler Gillis van Coninxloo wurde.
In seinem 1604 verfassten Schilder-Boeck beschreibt Karel van Mander Jan van Amstel als einen hervorragenden Landschaftsmaler, der sowohl mit Öl- als auch Wasserfarben arbeitete. Ihm werden außerdem auch kleinformatige Bilder mit religiösen und erotischen Inhalten zugeschrieben, wobei die Zuordnung nicht eindeutig ist.

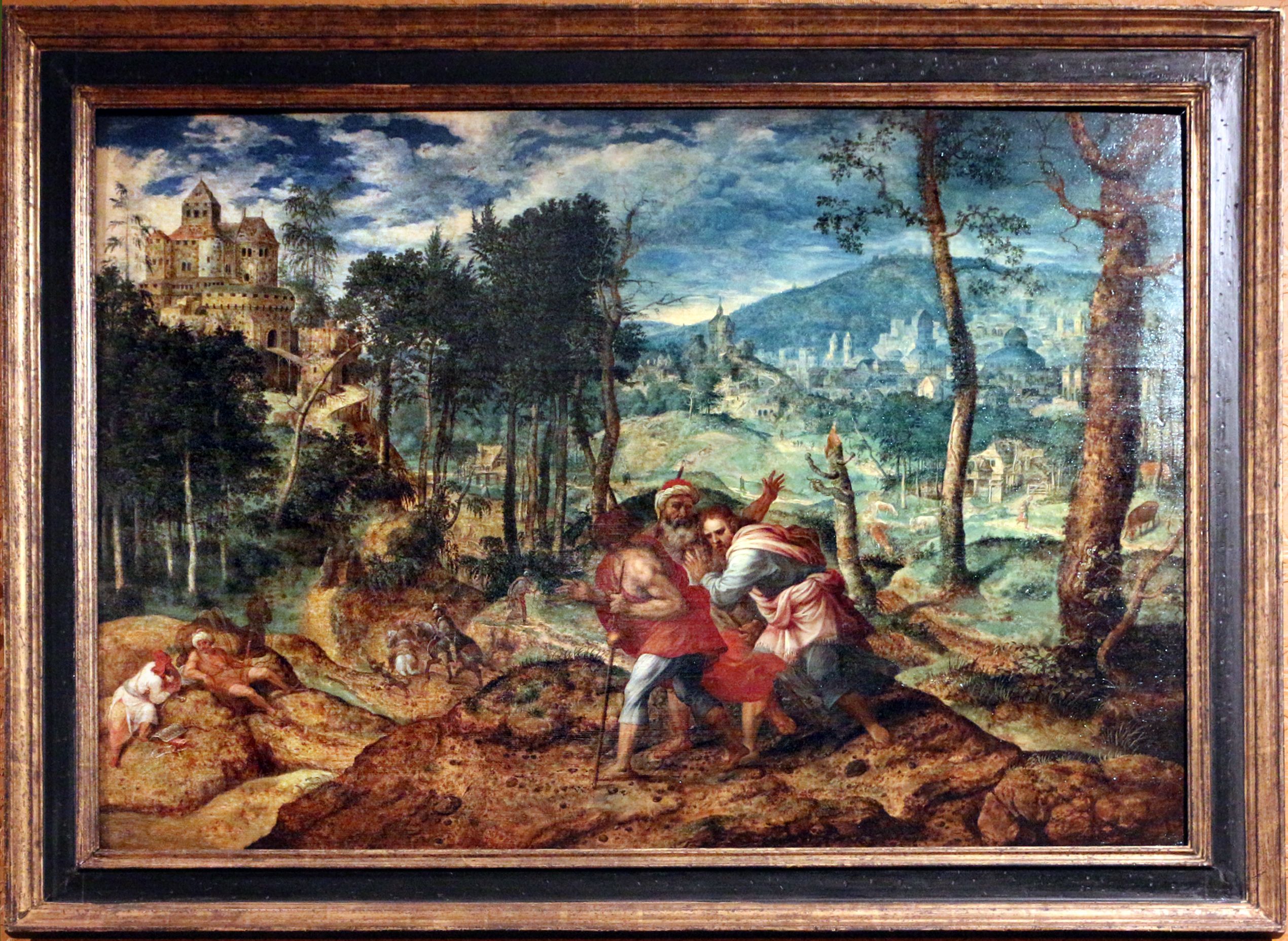
Christus und die Pilger nach Emmaus, Milwaukee Art Museum (um 1540)
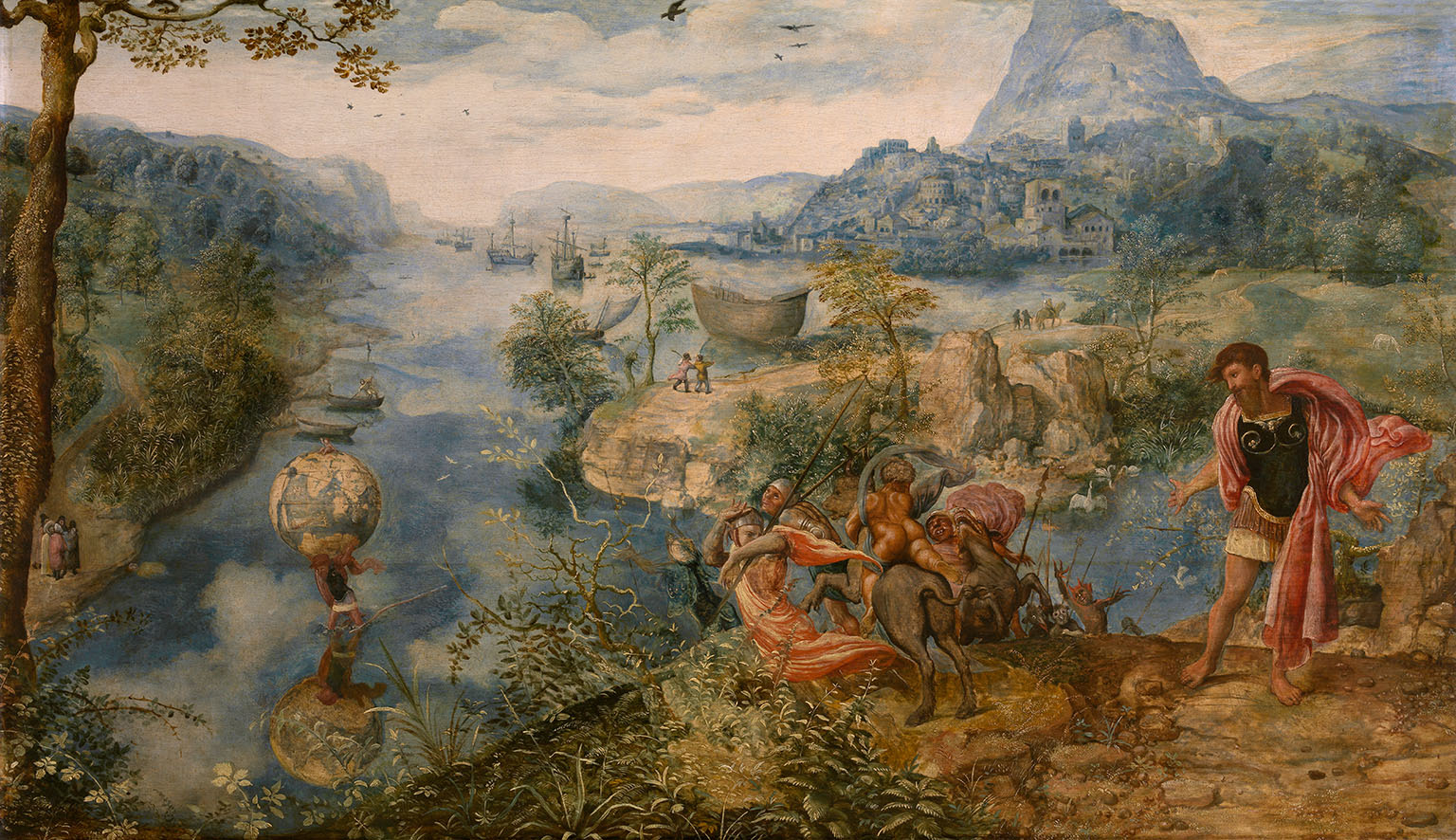
Heiliger Christophorus